# Mistrovství České republiky v lyžařském orientačním běhu 2017
Mistrovství České republiky v lyžařském orientačním běhu 2017 proběhlo ve třech individuálních disciplínách a jedné týmové.

## Mistrovství ČR štafet
| Datum závodu   | 21. 1. 2017                      |  | Místo konání    | Klingenthal • aréna             |  | Pořadatel       | USV TU Dresden |
| Ředitel závodu | Bernd Kohlschmidt                |  | Hlavní rozhodčí |                                 |  | Stavitelé tratí | Renate Tröße   |
| Název mapy     | Schneckenstein[nedostupný zdroj] |  | Web závodu      | http://www.ski-orienteering.de/ |  | Výsledky závodu | ORIS           |

Souhrnné informace naleznete v článku Mistrovství České republiky v lyžařském orientačním běhu štafet.

## Mistrovství ČR na krátké trati
| Datum závodu   | 28. 1. 2017    |  | Místo konání    | Rejvíz • aréna    |  | Pořadatel       | OOB TJ Zlaté Hory |
| Ředitel závodu | Hana Pavlíková |  | Hlavní rozhodčí | Martin Kratochvíl |  | Stavitelé tratí | Petr Mareček      |
| Název mapy     | Férovka        |  | Web závodu      |                   |  | Výsledky závodu | ORIS              |

Souhrnné informace naleznete v článku Mistrovství České republiky v lyžařském orientačním běhu na krátké trati.

## Mistrovství ČR ve sprintu
Reportáž ze závodu o délce 23 minut připravila Česká televize.
| Datum závodu   | 18. 2. 2017  |  | Místo konání    | Josefův Důl • aréna                                                    |  | Pořadatel       | OOB TJ Tatran Jablonec n. N. |
| Ředitel závodu | Radovan Kunc |  | Hlavní rozhodčí | Jiří Rýdl                                                              |  | Stavitelé tratí | Radovan Kunc                 |
| Název mapy     | U Hnoje      |  | Web závodu      | https://web.archive.org/web/20190130111603/https://tatran.org/lob2017/ |  | Výsledky závodu | ORIS                         |

Souhrnné informace naleznete v článku Mistrovství České republiky v lyžařském orientačním běhu ve sprintu.

## Mistrovství ČR na klasické trati
| Datum závodu   | 25. 2. 2017         |  | Místo konání    | Kurzovní chata • aréna |  | Pořadatel       | Sportovní klub ve Vrbně pod Pradědem |
| Ředitel závodu | Jitka Kratschmerová |  | Hlavní rozhodčí | Milan Binčík           |  | Stavitelé tratí | Richard Klech                        |
| Název mapy     | Sedýlko             |  | Web závodu      |                        |  | Výsledky závodu | ORIS                                 |

Souhrnné informace naleznete v článku Mistrovství České republiky v lyžařském orientačním běhu na klasické trati.